# Standard Multi
De Standard Multi is een tienrittenkaart van de Belgische spoorwegen. Tot in 2020 stond deze kaart bekend als Rail Pass.

## Formule
Standard Multi is een vervoersbewijs voor tien treinreizen tussen steeds twee Belgische stations naar keuze, dat een jaar vanaf aankoop geldig is. Een traject van of naar een grenspunt is niet mogelijk. De kaart is beschikbaar in zowel 2e als 1e klas. Reisonderbrekingen zijn toegestaan mits de reis voltooid wordt binnen een dag. Er moet een logische reisroute van A naar B genomen worden. Omreizen is niet toegestaan, het is immers geen dagkaart. De rit dient op de kaart ingevuld te worden vooraleer men zich op de trein begeeft.
Een vergelijkbare goedkopere formule, genaamd Youth Multi, bestaat voor personen jonger dan 26 jaar.
Er is een klassieke, papieren versie en een versie in de app. In beide gevallen kunnen andere reizigers meereizen met dezelfde kaart. 

### Papieren versie
De kaart mag geen afkortingen bevatten, enkel met onuitwisbare inkt ingevuld worden en dit in drukletters. Doorhalingen en correcties invalideren de regel in kwestie. 

### App-versie
De app-versie is iets goedkoper en staat op naam. Er kunnen meerdere passagiers meereizen op eenzelfde pass op voorwaarde dat de houder op wiens naam het staat ook meereist.